# Удлер
Удлер (нім. Udler) — громада в Німеччині, розташована в землі Рейнланд-Пфальц. Входить до складу району Вульканайфель. Складова частина об'єднання громад Даун.
Площа — 6,30 км2. Населення становить 266 ос. (станом на 31 грудня 2020).